# Giải bóng chuyền nam FIVB Nations League
Giải bóng chuyền nam FIVB Nations League là một giải bóng chuyền quốc tế  do Liên đoàn bóng chuyền quốc tế (FIVB), cơ quan quản lý toàn cầu của môn bóng chuyền tổ chức. Giải đấu có sự tham dự của các đội tuyển nam quốc gia hàng đầu thế giới và là thành viên của FIVB. Giải đấu đầu tiên diễn ra từ tháng 5 đến tháng 7 năm 2018, với vòng chung kết diễn ra tại Lille, Pháp.  Nga đã giành chiến thắng trong lần tổ chức đầu tiên sau khi đánh bại Pháp trong trận chung kết.
Vào tháng 7 năm 2018, Liên đoàn Bóng chuyền Quốc tế thông báo rằng Hoa Kỳ sẽ đăng cai ba kỳ tiếp theo của vòng chung kết của giải đấu này, từ năm 2019 đến năm 2021‌. Tuy nhiên, việc lựa chọn chủ nhà đã thay đổi do trùng với Ngày Độc lập của Hoa Kỳ. Sau đó, FIVB xác nhận Turin, Ý là chủ nhà mới của vòng chung kết năm 2020, nhưng vào ngày 13 tháng 3 năm 2020, FIVB đã quyết định hoãn giải đấu này, dự kiến tổ chức sau Thế vận hội mùa hè 2020 do đại dịch COVID-19. Cuối cùng, FIVB đã hủy bỏ giải đấu năm 2020 và xác nhận Ý là chủ nhà của vòng chung kết năm 2021.
Vào tháng 2 năm 2024, FIVB thông báo rằng giải đấu sẽ được mở rộng lên 18 đội kể từ năm 2025. Đồng thời, giải đấu cũng xóa bỏ thể thức thi đấu và xếp hạng cũ, với việc phân chia các đội cố định và các đội thử thách.
Việc thành lập giải đấu được công bố vào tháng 10 năm 2017 (cùng với thông báo về Challenger Cup) là một sáng kiến chung của FIVB, IMG và 21 liên đoàn quốc gia. Sự ra đời của giải đấu này đã thay thế giải đấu World League, một sự kiện bóng chuyền quốc tế hàng năm từng diễn ra từ năm 1993 đến năm 2017 dành cho các đội tuyển quốc gia nam.
Một giải đấu tương ứng dành cho đội tuyển bóng chuyền nữ quốc gia nữ là Giải bóng chuyền nữ FIVB Nations League .

## Lịch sử

### Thông tin ban đầu
Vào tháng 6 năm 2017, trang web Voley Plus của Argentina đưa tin rằng FIVB sẽ thay đổi thể thức thi đấu cho 2 giải đấu hàng năm của liên đoàn, đó là giải World League và World Grand Prix. Theo đó, bắt đầu từ năm 2018, World League và World Grand Prix sẽ chỉ có một bảng đấu duy nhất (không còn chia các nhóm 1, 2 và 3), bao gồm 16 đội tuyển quốc gia.
Vào tháng 10 năm 2017, FIVB đã công bố, thông qua một thông cáo báo chí, về việc thành lập giải đấu Nations League, xác nhận các giải đấu này sẽ thay thế cho giải World League và World Grand Prix.

## Tiếp thị
Liên đoàn bóng chuyền quốc tế đã hợp tác với công ty thiết kế và chiến lược thương hiệu toàn cầu Landor Associates để tạo ra thương hiệu Volleyball Nations League. Landor cũng đã đóng góp đồ họa truyền hình trong sân vận động và trên màn hình, đồng phục nhân viên, thiết kế cho ứng dụng và wesbite Volleyball World, huy chương và cúp vô địch.

### Phát triển kỹ thuật số
Microsoft, công ty công nghệ đa quốc gia, đã ký một thỏa thuận với FIVB rằng liên đoàn quốc tế này cam kết sẽ thay đổi cách thức phân phối hình ảnh môn bóng chuyền, đồng thời nâng cao trải nghiệm của người xem trong những ngày diễn ra trận đấu cũng như trong không gian kỹ thuật số. Theo thỏa thuận hợp tác này, 'Nền tảng kỹ thuật số thể thao Microsoft' đã được tạo ra để tạo ra các dịch vụ kỹ thuật số mới và cung cấp nội dung được cá nhân hóa theo yêu cầu nhằm thúc đẩy lượng khán giả toàn cầu của FIVB và cải thiện sự tương tác của người hâm mộ.

## Tiền thưởng
Theo FIVB, tiền thưởng cho cả giải đấu của nam và nữ là như nhau theo chính sách bình đẳng giới của FIVB.

### Giải thưởng đồng đội
Ở vòng loại, đội chiến thắng được thưởng 9.500 đô la Mỹ cho mỗi chiến thắng và đội thua cuộc được thưởng 4.250 đô la Mỹ.
Tiền thưởng được phân bổ cho các đội dựa trên vị trí xếp hạng của các đội trong vòng chung kết
- Quán quân: 1.000.000 đô la Mỹ
- Á quân: 500.000 đô la Mỹ
- Hạng 3: 300.000 đô la Mỹ
- Hạng 4: 180.000 đô la Mỹ
- Hạng 5: 130.000 đô la Mỹ
- Hạng 6: 85.000 đô la Mỹ
- Hạng 7: 65.000 đô la Mỹ
- Hạng 8: 40.000 đô la Mỹ

Giải thưởng Fair Play: Việc các vận động viên thừa nhận lỗi trước khi Video Challenge sẽ được ghi nhận để tránh lãng phí thời gian, trong trường hợp này, thẻ xanh sẽ được trao. Đội có nhiều thẻ xanh nhất sẽ nhận được giải thưởng tiền mặt trị giá 30.000 đô la. Trong trường hợp có nhiều đội có cùng số lượng thẻ xanh, đội có thứ hạng cao nhất sẽ được trao giải.

#### Giải thưởng cá nhân
Những cầu thủ được chọn vào Đội hình tiêu biểu của giải đấu sẽ nhận được 10.000 đô la Mỹ, trong khi Vận động viên xuất sắc nhất (MVP) sẽ được trao 30.000 đô la Mỹ.

## Hiệu suất thị trường
FIVB thông báo rằng giải đấu năm 2019 đã thu hút tổng cộng hơn 1,5 tỷ khán giả trên toàn thế giới. Con số này tăng 200 triệu so với năm 2018. Tổng cộng, hơn 600.000 vé đã được bán ra trong năm 2019. 
Tổng lượng khán giả toàn cầu đã tăng trưởng đáng kể 48% từ năm 2022 đến năm 2023. Hơn nữa, giá trị tài trợ của VNL tăng 27% và lượng người xem truyền hình tăng 13%, đạt 630 triệu người. VNL 2023 cũng thu hút lượng khán giả khổng lồ với phạm vi tiếp cận trên mạng xã hội lên tới 214 triệu người.

## Thể thức thi đấu

### Thể thức thi đấu ban đầu
Giống như World League trước đây, giải đấu được chia thành hai giai đoạn, mặc dù có những thay đổi trong thể thức thi đấu: vòng loại, với hệ thống các thành phố đăng cai luân phiên, và vòng chung kết diễn ra tại một thành phố đăng cai đã được lựa chọn trước.
Vòng loại diễn ra trong năm tuần, nhiều hơn 2 tuần so với thể thức của World League. 16 đội tuyển sẽ được chia thành các bảng đấu. Mỗi tuần, mỗi đội tuyển sẽ thi đấu các trận với đội tuyển khác nhau trong cùng bảng đấu đó. Tất cả các trận đấu thuộc cùng một bảng đấu đều diễn ra tại một địa điểm.
Sau khi tất cả các trận đấu vòng loại đã diễn ra, năm đội đứng đầu bảng xếp hạng chung cuộc sẽ giành quyền vào vòng chung kết cùng với một suất dành cho nước chủ nhà.
Tại giải đấu đầu tiên năm 2018, có 16 đội tuyển tranh tài, bao gồm 12 đội cố định, luôn đủ điều kiện tham gia, và 4 đội thử thách, có thể phải xuống hạng.
- Vòng loại

16 đội thi đấu vòng tròn tính điểm, trong đó mỗi đội chủ nhà sẽ đăng cai ít nhất một bảng đấu. Các đội được chia thành 4 bảng, mỗi bảng 4 đội, mỗi tuần và thi đấu trong năm tuần, với tổng cộng 120 trận đấu. Năm đội đứng đầu sau vòng đấu vòng tròn tính điểm sẽ cùng đội chủ nhà vào vòng chung kết.
Đội xuống hạng sẽ là đội tuyển có thứ hạng thấp nhất ở vòng loại trong số các đội thử thách. Trong khi đó, quán quân Challenger Cup cùng năm sẽ điều kiện tham gia giải đấu năm tiếp theo với tư cách là một đội thử thách.
- Vòng chung kết

Sáu đội vào vòng chung kết sẽ chia thành 2 bảng, mỗi bảng 3 đội theo thể thức vòng tròn một lượt. 2 đội đứng đầu mỗi bảng sẽ giành quyền vào bán kết. Các trận bán kết được diễn ra với thể thức đấu chéo đội đứng thứ nhất với đội đứng thứ hai ở mỗi bảng. Những người chiến thắng ở vòng bán kết sẽ tiến tới tranh chức vô địch Nations League.

### Thể thức thi đấu thay đổi lần 1
Thể thức 16 đội có sự thay đổi từ năm 2022. Toàn bộ giải đấu vẫn được chia thành hai giai đoạn: giai đoạn vòng bảng và vòng chung kết.
- Vòng bảng

16 đội sẽ được chia thành 2 bảng, mỗi bảng có 8 đội. Mỗi đội sẽ thi đấu 12 trận trong ba tuần của vòng bảng. Mỗi đội tuyển sẽ thi đấu 4 trận đấu với các đội tuyển khác nhau ở mỗi tuần. Sẽ có 1 tuần nghỉ giữa 2 tuần vòng bảng. Tổng số trận đấu ở vòng bảng sẽ là 96. Như vậy, tổng cộng mỗi đội tuyển sẽ thi đấu 12 trận vòng bảng.
- Vòng chung kết

Vòng chung kết có sự tham gia của 7 đội tuyển có thứ hạng cao nhất tại vòng bảng cùng với đội chủ nhà. Vòng chung kết có tổng cộng tám trận đấu: bốn trận tứ kết, hai trận bán kết và các trận tranh huy chương đồng và huy chương vàng. Tổng số trận đấu ở vòng chung kết sẽ là 8.

### Thể thức thi đấu mới từ năm 2025
Giải đấu được mở rộng lên 18 đội từ năm 2025 cùng với những thay đổi về thể thức nhằm nâng cao chất lượng giải đấu.
Trước đó, để phù hợp với thể thức năm 2025, giải đấu năm 2024 sẽ không có đội xuống hạng. 16 đội tuyển của năm 2024 cùng với nhà vô địch Challenger Cup năm 2024 và đội tuyển có thứ hạng cao nhất trên bảng xếp hạng FIVB mà không tham gia giải đấu năm 2024 sẽ tranh tài ở giải đấu năm 2025.
Kể từ năm 2025, giải đấu xóa bỏ việc phân chia đội cố định và đội thử thách. Giải đấu vẫn giữ nguyên thể thức thi đấu cho mỗi đội tuyển gồm 3 tuần đấu, mỗi tuần đấu 4 trận. Tuy nhiên, với 18 đội tuyển, mỗi tuần đấu sẽ có 3 bảng, mỗi bảng 6 đội. Đội tuyển có thứ hạng thấp nhất sau vòng bảng sẽ phải rời giải đấu. Thay thế cho đội rời giải đấu vào năm kế tiếp là đội có thứ hạng cao nhất trên bảng xếp hạng FIVB tính đến cuối mùa giải đội tuyển quốc gia mà không tham gia giải đấu vào năm nay.

## Challenger Cup
Trước năm 2024, FIVB Volleyball Challenger Cup là cuộc thi dành cho các đội tuyển quốc gia diễn ra đồng thời với Volleyball Nations League. Challenger Cup bao gồm những đội không tham gia giải đấu hiện tại của Nations League nhằm lựa chọn một đội tuyển tham dự giải đấu vào năm kế tiếp. Giải đấu bao gồm một đội chủ nhà, đội có thứ hạng thấp nhất tại Nations League cùng năm và 4 hoặc 6 đội tuyển hàng đầu tại các liên đoàn châu lục không tham dự Natiosn League năm đó, được lựa chọn thông qua bảng xếp hạng FIVB hoặc các giải đấu của liên đoàn châu lục.
Tuy nhiên, kể từ năm 2025, thể thức thi đấu của Nations League thay đổi khi chọn đội tuyển có thứ hạng cao nhất trên bảng xếp hạng FIVB không tham gia giải đấu của năm đó để thay thế cho đội xuống hạng vào năm sau. Do đó, giải đấu chính thức bị hủy bỏ.

## Chủ nhà
| Thời gian tổ chức | Chủ nhà    | Năm        |
| ----------------- | ---------- | ---------- |
| 2                 | Ý          | 2021, 2022 |
| 2                 | Ba Lan     | 2023, 2024 |
| 1                 | Pháp       | 2018       |
| 1                 | Hoa Kỳ     | 2019       |
| 1                 | Trung Quốc | 2025       |

## Các đội tuyển tham dự
| Đội tuyển  | Vòng bảng | Vòng bảng | Vòng bảng | Vòng chung kết | Vòng chung kết | Vòng chung kết |
| Đội tuyển  | Số lần    | Đầu tiên  | Gần nhất  | Số lần         | Đầu tiên       | Gần nhất       |
| ---------- | --------- | --------- | --------- | -------------- | -------------- | -------------- |
| Argentina  | 7         | 2018      | 2025      | 2              | 2023           | 2024           |
| Úc         | 4         | 2018      | 2022      | –              | –              | –              |
| Brasil     | 7         | 2018      | 2025      | 7              | 2018           | 2025           |
| Bulgaria   | 7         | 2018      | 2025      | –              | –              | –              |
| Canada     | 7         | 2018      | 2025      | 1              | 2024           | 2024           |
| Trung Quốc | 5         | 2018      | 2025      | 1              | 2025           | 2025           |
| Cuba       | 3         | 2023      | 2025      | 1              | 2025           | 2025           |
| Pháp       | 7         | 2018      | 2025      | 7              | 2018           | 2025           |
| Đức        | 7         | 2018      | 2025      | –              | –              | –              |
| Iran       | 7         | 2018      | 2025      | 2              | 2019           | 2022           |
| Ý          | 7         | 2018      | 2025      | 4              | 2022           | 2025           |
| Nhật Bản   | 7         | 2018      | 2025      | 4              | 2022           | 2025           |
| Hà Lan     | 5         | 2021      | 2025      | 1              | 2022           | 2022           |
| Ba Lan     | 7         | 2018      | 2025      | 7              | 2018           | 2025           |
| Bồ Đào Nha | 1         | 2019      | 2019      | –              | –              | –              |
| Nga        | 3         | 2018      | 2021      | 2              | 2018           | 2019           |
| Serbia     | 7         | 2018      | 2025      | 1              | 2018           | 2018           |
| Slovenia   | 5         | 2021      | 2025      | 4              | 2021           | 2025           |
| Hàn Quốc   | 1         | 2018      | 2018      | –              | –              | –              |
| Thổ Nhĩ Kỳ | 2         | 2024      | 2025      | –              | –              | –              |
| Ukraina    | 1         | 2025      | 2025      | –              | –              | –              |
| Hoa Kỳ     | 7         | 2018      | 2025      | 4              | 2018           | 2023           |

## Kết quả thi đấu
| Năm  | Chủ nhà |                                   | Chung kết                         | Chung kết                         | Chung kết                         |                                   | Tranh hạng 3                      | Tranh hạng 3                      | Tranh hạng 3                      |                                   | Số đội (Vòng bảng/Vòng chung kết) |
| Năm  | Chủ nhà | Vô địch                           | Tỷ số                             | Á quân                            | Hạng 3                            | Tỷ số                             | Hạng 4                            |                                   |                                   |                                   | Số đội (Vòng bảng/Vòng chung kết) |
| ---- | ------- | --------------------------------- | --------------------------------- | --------------------------------- | --------------------------------- | --------------------------------- | --------------------------------- | --------------------------------- | --------------------------------- | --------------------------------- | --------------------------------- |
| 2018 | Lille   | · Nga ·                           | 3–0                               | · Pháp ·                          | · Hoa Kỳ ·                        | 3–0                               | · Brasil ·                        | 16 / 6                            |                                   |                                   |                                   |
| 2019 | Chicago | · Nga ·                           | 3–1                               | · Hoa Kỳ ·                        | · Ba Lan ·                        | 3–0                               | · Brasil ·                        | 16 / 6                            |                                   |                                   |                                   |
| 2020 | Turin   | Canceled due to COVID-19 pandemic | Canceled due to COVID-19 pandemic | Canceled due to COVID-19 pandemic | Canceled due to COVID-19 pandemic | Canceled due to COVID-19 pandemic | Canceled due to COVID-19 pandemic | Canceled due to COVID-19 pandemic | Canceled due to COVID-19 pandemic | Canceled due to COVID-19 pandemic |                                   |
| 2021 | Rimini  | · Brasil ·                        | 3–1                               | · Ba Lan ·                        |                                   | · Pháp ·                          | 3–0                               | · Slovenia ·                      |                                   | 16 / 4                            |                                   |
| 2022 | Bologna | · Pháp ·                          | 3–2                               | · Hoa Kỳ ·                        | · Ba Lan ·                        | 3–0                               | · Ý ·                             | 16 / 8                            |                                   |                                   |                                   |
| 2023 | Gdańsk  | · Ba Lan ·                        | 3–1                               | · Hoa Kỳ ·                        | · Nhật Bản ·                      | 3–2                               | · Ý ·                             | 16 / 8                            |                                   |                                   |                                   |
| 2024 | Łódź    | · Pháp ·                          | 3–1                               | · Nhật Bản ·                      | · Ba Lan ·                        | 3–0                               | · Slovenia ·                      | 16 / 8                            |                                   |                                   |                                   |
| 2025 | Ningbo  | · Ba Lan ·                        | 3–0                               | · Ý ·                             | · Brasil ·                        | 3–1                               | · Slovenia ·                      | 18 / 8                            |                                   |                                   |                                   |

## Bảng tổng sắp huy chương
| Thứ hạng        | Quốc gia        | Vàng | Bạc | Đồng | Tổng cộng |
| --------------- | --------------- | ---- | --- | ---- | --------- |
| 1               | Ba Lan          | 2    | 1   | 3    | 6         |
| 2               | Pháp            | 2    | 1   | 1    | 4         |
| 3               | Nga             | 2    | 0   | 0    | 2         |
| 4               | Brazil          | 1    | 0   | 1    | 2         |
| 5               | Hoa Kỳ          | 0    | 3   | 1    | 4         |
| 6               | Nhật Bản        | 0    | 1   | 1    | 2         |
| 7               | Ý               | 0    | 1   | 0    | 1         |
| Tổng số (7 mục) | Tổng số (7 mục) | 7    | 7   | 7    | 21        |

## Cầu thủ xuất sắc nhất giải đấu
- 2018 – Maxim Mikhaylov
- 2019 – Matt Anderson
- 2021 – Wallace de Souza và Bartosz Kurek
- 2022 – Earvin N'Gapeth
- 2023 – Paweł Zatorski
- 2024 – Antoine Brizard
- 2025 – Jakub Kochanowski